# جون مور (فيلسوف)
جون مور (بالإنجليزية: John Moore)‏ هو فيلسوف وكاتب بريطاني، ولد في 1957، وتوفي في 27 أكتوبر 2002.